# ヨシズ・トライク

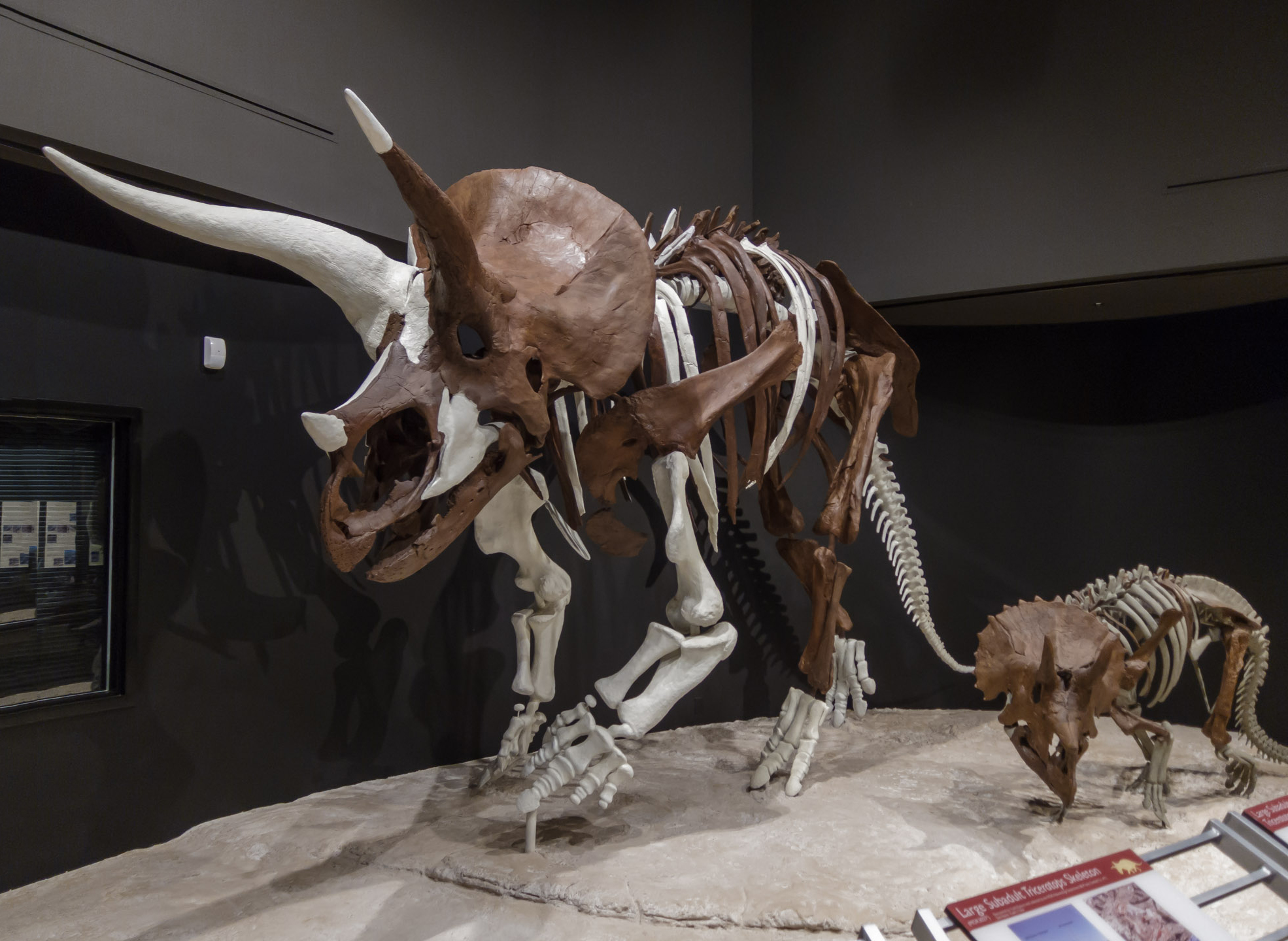
ヨシズ・トライク。白色はアーティファクトで復元された部位。

ヨシズ・トライク（Yoshi's Trike、標本番号 MOR 3027）は、桂嘉志浩が2010年に発見したトリケラトプスの標本。トリケラトプスの中でも長大な眼窩上の角が特徴である。原標本はスミソニアン博物館群の一つであるロッキー博物館に所蔵され、日本では熊本県の御船町恐竜博物館で見ることができる。

## 発見
2017年現在で石川県立自然史資料館に勤務する桂嘉志浩（かつら よしひろ）が、アメリカ合衆国モンタナ州ガーフィールド郡の悪地を調査地とする2010年の発掘調査でトリケラトプスの骨の一部を発見した。産出した地層は上部白亜系の中部ヘルクリーク累層の泥岩層で、最上部の砂岩層から5.5メートル下の地点であった。発見が発掘調査の終了直前であったため桂は日本へ帰国することとなり、発掘作業の続きはジョン・スキャネラが担当した。発掘されたトリケラトプス個体の角は長大で、スキャネラをして大腿骨と見紛うようなものであった。
発見者である桂のニックネームの「ヨシ」から、この標本MOR 3027には「ヨシズ・トライク」（Yoshi's Trike）という愛称が名付けられた。なお、桂はヨシズ・トライクの産地であるHC-668から500メートルも離れていない地点で別のトリケラトプスの亜成体の化石も発見している。

## 特徴

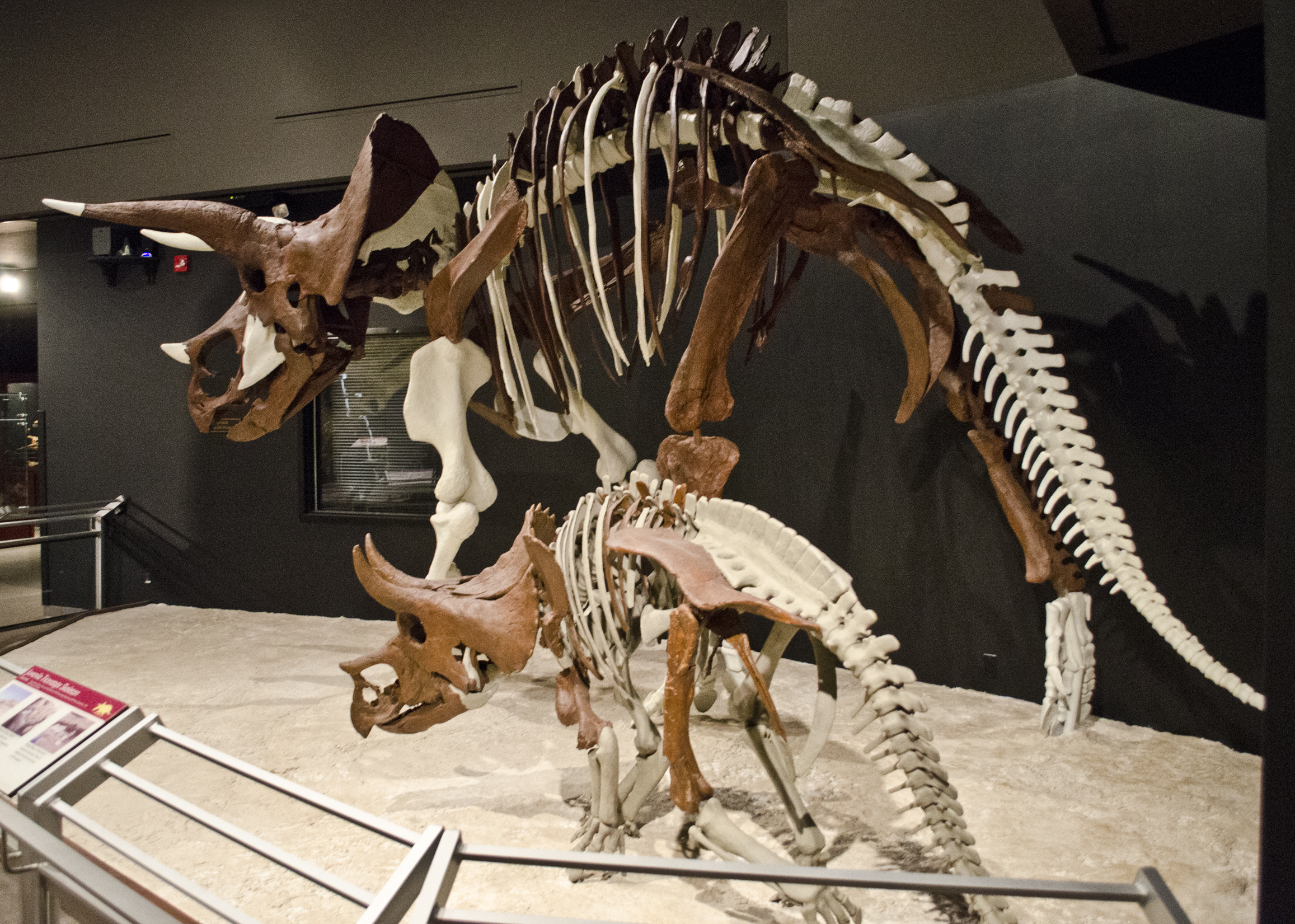
左後方から見たヨシズ・トライク（奥）

ヨシズ・トライクは大型のトリケラトプスであり、その骨格は関節しない状態で発見された。眼窩上の角が発達しているが、角とフリルの特徴から未成熟の若い成体とされている。また、トリケラトプス属の模式種であるトリケラトプス・ホリドゥスとトリケラトプス・プロルススの中間的な形質を示しており、御船町恐竜博物館はトリケラトプス・ホリドゥスに割り当てている。
最小限のデータセットを用いた系統解析では、ヨシズ・トライクは同じく中部ヘルクリーク累層から産出したUCMP 113697と共にクラスタリングされた。両標本は下部ヘルクリーク累層の標本と同様に洞角が発達している一方、上部ヘルクリーク累層の標本と同様に前上顎骨の鼻の突起がより垂直に向いており、上下の層のトリケラトプスの特徴を兼ね備えている。またヨシズ・トライクの上顎骨は不完全であるが、UCMP 113697の上顎骨は上下の層の標本の中間的な形状を成している。これらから、ヨシズ・トライクは下層のトリケラトプスより派生的で、また上層のトリケラトプスよりも基盤的であることが示唆される。
ヨシズ・トライクの頭頂骨は大型の幼体標本であるMOR 2969の頭頂骨よりも15センチメートルほど長い一方、背腹方向に薄くなっている。また、頭頂骨の吻側と尾側には共に組織の発生的進行が見られる。ヨシズ・トライクをはじめその他の亜成体や若い成体の標本から、トリケラトプスの頭頂骨は最初に成長した後、長さと幅の継続的な成長と共に骨密度が上昇することが示唆されている。この骨密度の上昇は吻尾方向と垂直に確認されており、破骨細胞による骨の破壊と骨芽細胞による骨の再構築は、頭頂骨の幅の拡大に伴って進行したとされている。

## 展示
ヨシズ・トライクの原標本はモンタナ州立大学付属ロッキー博物館に所蔵されている。また、日本ではレプリカが熊本県御船町の御船町恐竜博物館にて、「恐竜大行進」という恐竜の全身骨格展示の一つとして常設展示されている。